# Kinuka (vattendrag)
Kinuka är ett vattendrag i Burundi. Det ligger i den centrala delen av landet, 80 kilometer sydost om huvudstaden Bujumbura.
Omgivningarna runt Kinuka är en mosaik av jordbruksmark och naturlig växtlighet. Runt Kinuka är det ganska tätbefolkat, med 192 invånare per kvadratkilometer.